# 释义渊
释义渊（?—?）是古朝鲜高句丽僧人。释义渊因持戒严谨，智解过人，见闻广博，受当地僧俗所尊敬。。释义渊曾来到北齐向沙门法上学习佛法，而后回到高句丽。

## 主要事迹
在北齐文宣帝时，定国寺沙门法上担任昭玄大统，管理僧尼共二百万。法上盛弘佛教经典，声名远扬。高句丽大臣王高德远闻其名。王高德信奉大乘佛教，但对佛教从印度流传至中原的历史不甚了解，于是派遣释义渊到北齐国都邺，向法上请教一些佛教问题，其中有：释迦文佛涅槃以来至今多少年？佛法何时传到汉地？齐、陈佛法的传承如何？《十地经论》、《大智度论》、《菩萨地持论》和《金刚般若论》是何人所作？
法上回答说：佛在周昭王二十四年出生，十九岁出家，三十岁成道，说法四十九年之后涅槃。释迦世尊灭度以来，到北齐武平七年，有一千四百六十五年了。后汉汉明帝永平年间，佛教初流传到汉地，《菩萨地持论》由北凉昙无谶翻译等等。释义渊在法上这里接受教化，得大智慧，回高句丽后宣扬佛教，导诱群迷。